# Quartetti per archi n. 1-6 (Beethoven)
L'op. 18 di Ludwig van Beethoven è composta da sei quartetti per archi, i primi scritti dal compositore tedesco. 
Furono composti tra il 1798 e il 1800 su commissione del principe Lobkowitz, che era il datore di lavoro di un amico di Beethoven, il violinista Karl Amenda. I sei quartetti op. 18 furono pubblicati negli anni 1800-1801 a Vienna. L'ordine della pubblicazione dei lavori non corrisponde all'ordine di composizione reale. Beethoven ha composto questi quartetti nella sequenza 3, 1, 2, 5, 6, 4. I quartetti sono:
- Quartetto per archi  n.1 in Fa maggiore
- Quartetto per archi n.2 in Sol maggiore
- Quartetto per archi n.3 in Re maggiore
- Quartetto per archi n.4 in Do minore
- Quartetto per archi n.5 in La maggiore
- Quartetto per archi n.6 in Si bemolle maggiore